# دهستان ده‌ملا
دهستان ده‌ملا یکی از دهستان‌های شهرستان شاهرود در استان سمنان ایران است. بر اساس سرشماری سال ۱۳۸۵، جمعیت این دهستان ۲۰٬۱۹۷ نفر (۶۶۰۹ خانوار) بوده‌است.
دهستان ده‌ملا در بخش مرکزی شهرستان واقع است. در اواخر عهد قاجاری عده ای از اهالی ده ملا به علت قحطی به استراباد (گرگان کنونی) کوچ کردند و به حرفه سفالگری و کوزه‌گری (شغل فخاری) پرداختند و عده ای نیز در مرزن کلاته گنبد ساکن شدند 
زرد آلو قوامی محصول خاص و سر منشا دهملا بشمار می‌آید که توسط قوام دهملایی از نوادگان کربلایی داود دهملایی تکثیر و به استان های همجوار ارسال می‌نمود 
این دهستان شامل چندین روستا با فرهنگی تقریباً مشابه که تقریباً در ۲۰ کیلومتری شهر شاهرود در کنار هم واقع شده‌اند. مرکز این دهستان، روستای ده‌ملا است و دیگر روستاهای مسکونی آن از این قرارند:
- قلعه‌حاجی
- خوریان
- راهنجان
- صالح‌آباد
- علی‌آباد
- کلاته خان (شاهرود)[۳]

## فعالیت مردم
کار و حرفه اصلی و منبع درآمد شاخص مردم روستای ده‌ملا نجاری و درودگری است و بیشتر در زمینه تولید بوفه و ویترین است؛ و بیشتر اهالی به کشاورزی، باغداری و دامداری مشغول هستند. در روستای قلعه حاجی هم مردم مشغول به شغل کشاورزی هستند.

## مکان‌های دیدنی و تاریخی
تپه پله (پلو)، تپه قلعه یا قلعه ایرج، کاروانسرای شاه عباسی، باغ نمره، چشمه وصفه، کلماسک، دیوار شیر اشتران، کنه ده (واقع در قلعه حاجی)، درخت سنجد و چنار دهملا (با قدمت ۱۰۰ ساله)، چنار روستاهای مرادآباد وعلی آباد (درختی با قدمت ۳۰۰ ساله)، چاپارخانه، امامزادگان حمید و مجید و مزید دهملا، یخچال چاه‌ها و قنات‌ها، آب انبار وحمام قدیمی، برج و باروها، کوچه باغ‌ها، معدن قدیمی، خانه باقری‌ها، عمارت باستانی، کلوت، کتیبه‌های باستانی و چهارتاقی‌ها در مزار دهملا. آسیاب‌های آبی متروک و

## گویش و مردم‌شناسی
گویش دهملا پارسی میانه میباشد و تنها کمی لحجه دارند

## بازی‌های محلی
از بازی‌های محلی می‌توان به توپ گَل، چاله ملشگاه، پوتی رو بگیر گلش کن، بجول بازی، استخوان پرانو (گوشت کشی)، چوب الک، هفت سنگ و … را نام برد.